# Roman Sjirokov
Roman Nikolajevitj Sjirokov (russisk: Роман Николаевич Широков) ; født 6. juli 1981 i Dedovsk) er en tidligere professionel fodboldspiller fra Rusland der spillede som midtbanespiller. Han spillede blandt andet for FC Zenit Skt. Petersborg og Spartak Moskva.
Han fik debut for Ruslands fodboldlandshold i marts 2008.

## Karriere
Sjirokov blev født i Dedovsk i Moskva oblast. Før han i 2008 skrev kontrakt med Zenit Skt. Petersborg, havde han spillet for CSKA Moskva B, Torpedo-ZIL, FC Istra, FK Vidnoje, FC Saturn Moskva Oblast, Rubin Kasan og FC Khimki.
I sin første sæson hos Zenit spillede han som venstre back, da cheftræner Dick Advocaat manglede en spiller på denne position, efter at klubben havde solgt Martin Škrtel til Liverpool F.C.. Sjirokov var med til at vinde UEFA Cuppen 2008, da Zenit besejrede skotske Rangers F.C. med 2-0 i finalen i Manchester.

### Landshold
Roman Sjirokov debuterede 28. marts 2008 for Ruslands fodboldlandshold i en venskabskamp mod Rumænien. Han var med i truppen til Europamesterskabet 2008, og spillede den første kamp mod Spanien som central forsvarsspiller. Rusland tabte kampen 1-4, og Sjirokov var stærkt impliceret i Spaniens første og tredje mål. Derefter blev han af landstræner Guus Hiddink sat på bænken, og spillede ikke flere kampe i turneringen.
Fra EM i 2008 til 2010 blev Sjirokov ikke udtaget til landsholdstruppen, men vendte tilbage den 11. august 2010 i en venskabskamp mod Bulgarien Sjirokov scorede kampens eneste mål, og hans første for det russiske landshold.
I maj 2012 blev han af landstræner Dick Advocaat blev udtaget til Europamesterskabet i fodbold, der skulle spilles i Ukraine og Polen. I Ruslands åbningskamp mod Tjekkiet scorede Sjirokov kampens andet mål, i russernes 4-1 sejr.
Han nåede at spille 57 kampe og score 13 mål for nationalmandskabet.